# Christianshavn

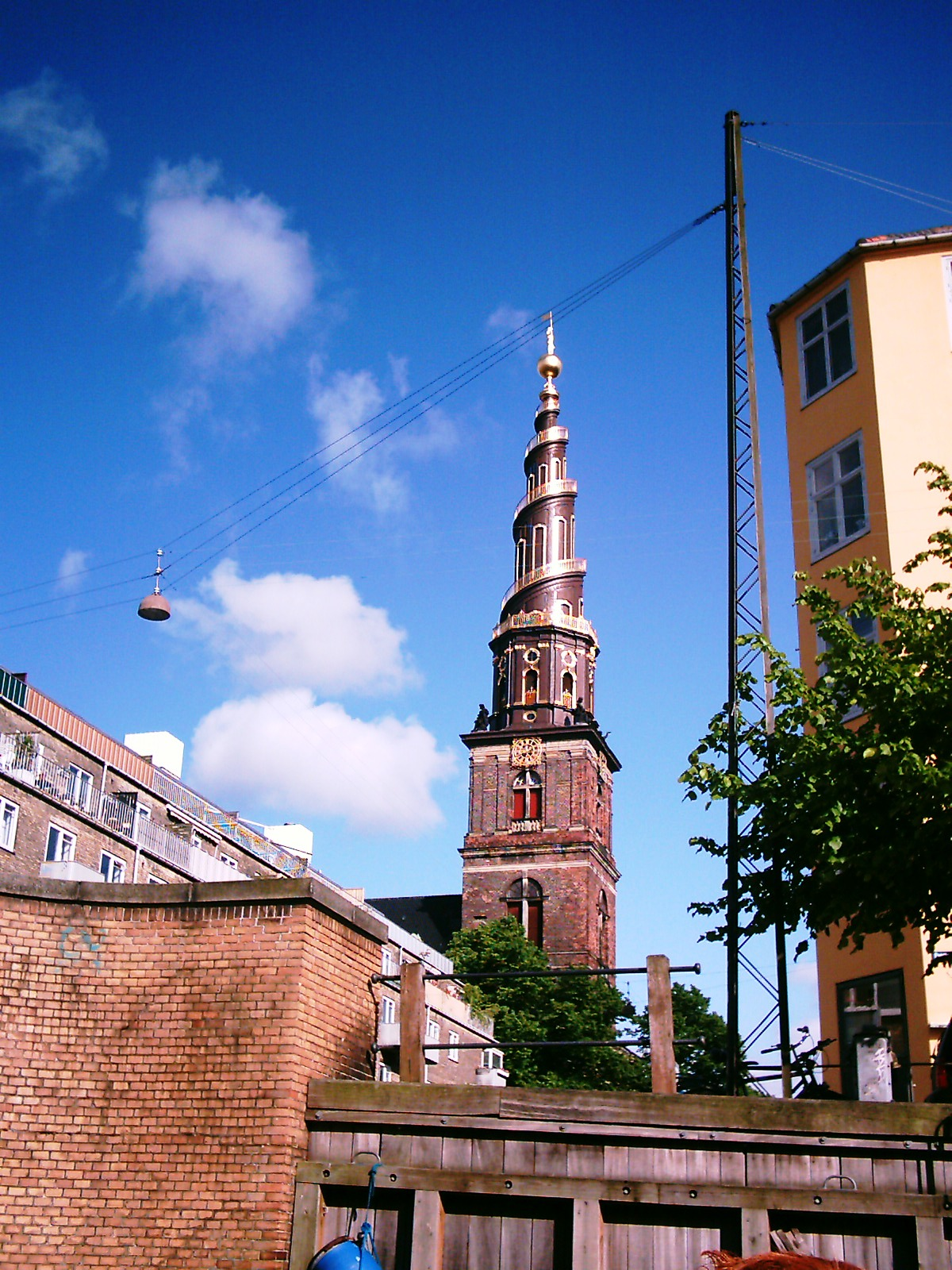
Vor Frelsers Kirke

Christianshavn är en del av stadsdelen Indre By i Köpenhamn. Christianshavn har cirka 10 000 invånare (2006).Stadsdelen präglas av den välbevarade stadsbilden, med kulturskyddade hus från grundandet på 1600-talet. Området anlades med holländska kanalstäder som förebild, varför Christianhavn kallas "Lilla Amsterdam".

## Geografi och förbindelser
Christianshavn avgränsas i syd och öst av Köpenhamns vallar med sina tolv bastioner och en vattengrav, Stadsgraven samt mot Indre By av Köpenhamns hamn. Arsenaløen, Holmen och Nyholm i norr hör även dessa till stadsdelen. Christianhavn är förbundet med Sjælland med Langebro och Knippelsbro. Vidare är Christianshavn förbundet med Amager via fyra dammbyggnader; vid Langebro, över den gamla ravelinen där Amagerport ursprungligen låg, samt mot norr över Krudtløbsvej och Refshalevej. Dessutom finns två mindre gångbroar, Dyssebroen vid Christiania och en icke namngiven bro vid Panterens Bastion. I oktober 2009 beslutade Köpenhamns kommun att bygga en gång- och cykelbro mellan Nyhavn och Christianshavn. Industrimannen A.P. Møllers välgörenhetsfond har donerat 165 miljoner danska kronor till projektet. Först 2016 stod den så kallade "Kyssbron" färdig.
Genom området går Christianshavns Kanal och en mindre kanal, Wilders Kanal.

## Historia

Christianshavns gamla stadsvapen från tiden som självständig stad.

De låga sandbankarna mellan Köpenhamn och Amager där det nuvarande Christianshavn ligger var ursprungligen sumpmark och utgjorde en svaghet i Köpenhamns marina försvar. Kung Christian IV beslutade 1619 att anlägga en befäst hamn och kanalstad med Amsterdam som förebild. Den holländske arkitekten och stadsplaneraren Johan Semp kallades in för att leda anläggningsarbetet. Man lät slå ner pålar och de sanka områdena fylldes ut med jord. En kanal grävdes för att skära rakt genom stadsdelen och torg och rätvinkliga gator anlades, omgivet av vallar och bastioner; allt efter holländsk modell. Christianshavn var ursprungligen tänkt att hysa nederländska handelsmän och immigranter. De ville emellertid aldrig flytta dit, istället lockades danska handelsmän och ämbetsmän dit med gratis mark mot att de uppförde "goda köpmansbyggnader". Stadsdelen hade mellan 1639 och 1674 egna stadsprivilegier och självständigt styre med eget rådhus. 1675 inlemmades Christianshavn i Köpenhamn som Christianshavns Kvarter.
Under 1700-talet utvidgades stadsdelens handelsplatser och industrier, speciellt under den tid i Danmarks historia under slutet av 1700- och början på 1800-talet som kallas den florissante periode, då Danmark och Köpenhamn upplevde en våldsam tillväxt. Christianshavn drabbades inte av de omfattande eldsvådor som förstörde stora delar av Köpenhamn 1728 och 1795.
Efter 1815 blev stadsdelens karaktär av fattigkvarter tydligare, och trots industrialiseringen och tillkomsten av skeppsvarvet Burmeister & Wain förblev Christianshavn en av huvudstadens fattigaste delar med utpräglad slumbebyggelse. Kvarteren förknippades med trångboddhet, fattigdom och dåliga sanitära förhållanden.
År 1908 introducerade den danske läraren Hans Dragehjelm sandlådan i Danmark, och närmare bestämt på en tomt i Christianshavn. 
Köpenhamn kommuns omfattande saneringsprogram under 1920-talet hotade att helt radera ut det gamla Christianshavn, men bevaringsplaner har från 1970-talet säkrat den värdefulla bebyggelsen från ytterligare rivningar. Christianshavn fortsatte under 1990-talet sin omvandling från industriområde och arbetarkvarter till attraktivt boendeområde. På Holmen byggs exklusiva bostäder, och på det gamla varvsområdet vid Christianshavns Kanal har nya lägenhetskomplex uppförts. Mot hamninloppet har det byggts två stora kontorsbyggnader, ritade av arkitekten Henning Larsen (1997-99), där banken Nordea har sitt huvudkvarter. 2002 invigdes den första etappen av Københavns metro, och Christianshavns torv har fått ökad betydelse som trafiknav med sin metrostation och bussknutpunkt.

## Turism

### Sevärdheter
- Vor Frelsers Kirke
- Christians Kirke
- Orlogsmuseet
- Operaen på Holmen
- Overgaden – Institut for Samtidskunst
- Kanonbådshusene
- Dansk Arkitektur Center
- Christiania